# Le Baiser du vampire
Pour plus de détails, voir Fiche technique et Distribution.
Le Baiser du vampire (The Kiss of the Vampire) est un film fantastique britannique réalisé par Don Sharp et sorti en 1963. Il est le troisième film de vampires produit par les studios Hammer Film Productions, après Le Cauchemar de Dracula (1958) et Les Maîtresses de Dracula (1960). Il met en scène le vampire Ravna.

## Synopsis
En voyage de noces en Europe centrale, un couple de jeunes mariés, Gerald (Edward de Souza) et Marianne Harcourt (Jennifer Daniel), tombent en panne de voiture. Ils vont trouver refuge à l'hôtel le plus proche, où ils s'aperçoivent qu'ils en sont les seuls clients. Le soir, venu, ils reçoivent une invitation à dîner du docteur Ravna (Noel Willman), qui habite le château voisin. L'hôtelier (Peter Madden) leur conseille d'accepter et ils s'y rendent donc. Ravna leur présente son fils Carl (Barry Warren) et sa fille Sabena (Jacquie Wallis) mais ne leur parle pas d'une jeune fille en robe rouge, Tania (Isobel Black), qui sort peu après du château et se rend au cimetière où elle incite une fille vampire à sortir de son cercueil. Celle-ci était la fille du professeur Zimmer (Clifford Evans (en)), qui l'a mise hors d'état de nuire en lui plantant un pieu dans le cœur lors de l'enterrement.
À la suite de leur repas chez les Ravna, les Harcourt retournent à l'hôtel. Le matin suivant, Carl et Sabena arrivent à l'hôtel et invitent le jeune couple à un bal masqué qu'ils donnent au château le soir suivant. Puis, voyant le temps s'éclaircir, ils repartent en voiture à toute allure. Malgré les avertissements du professeur Zimmer, Gerald et Marianne y retournent. Ce sont Carl et Sabena qui les accueillent. À un moment, les jeunes mariés sont séparés. Carl emmène Marianne dans une chambre où elle découvre le docteur Ravna, transformé en vampire qui la mord. Complètement groggy (on a mis de la drogue dans son verre), Gerald est emmené dans une autre chambre où il tombe évanoui.
Le lendemain, Gerald redescend au rez-de-chaussée où il est mis à la porte par Carl qui lui affirme qu'il est venu seul. À l'hôtel, le propriétaire lui déclare qu'il ne connaît personne du nom de Marianne et qu'il s'est installé seul à l'hôtel. Décontenancé, Gerald fait appel au professeur Zimmer qui lui annonce que sa femme est entre les mains d'une secte de vampires, dont sa fille a été la dernière victime. Il décide alors de retourner au château afin de sauver sa femme mais il est fait prisonnier par les Ravna. Au moment où Tania va le mordre, il parvient à se délier. Survient alors Zimmer qui aide le couple à se sauver du château. Mais Marianne n'est visiblement pas dans son état normal. Elle s'enfuit subrepticement de l'hôtel et retourne vers le château. 
Dans son laboratoire, Zimmer lance alors une série d'incantations. C'est alors que des milliers de chauves-souris attaquent le château et tuent les vampires en les vidant de leur sang. Marianne est sauvée.

## Fiche technique
- Titre : Le Baiser du vampire
- Titre original : The Kiss of the Vampire
- Réalisation : Don Sharp
- Scénario : John Elder
- Photographie : Alan Hume
- Son : Ken Rawkins
- Décors : Bernard Robinson
- Costumes : Molly Arbuthnot
- Musique : James Bernard
- Montage : James Needs
- Effets spéciaux : Brian Johnson (assistant non crédité)
- Production : Anthony Hinds
- Société de production : Hammer Films, Universal
- Pays d'origine : Royaume-Uni
- Format : Couleur
- Langue : Anglais
- Genre : drame, horreur
- Durée : 88 minutes
- Dates de sortie :
  -  États-Unis : 11 septembre 1963
  -  Royaume-Uni : 26 janvier 1964
  -  France : 6 mai 1964[1]
- Affiche : Guy-Gérard Noël (France)

## Distribution
- Edward de Souza : Gerald Harcourt
- Jennifer Daniel : Marianne Harcourt
- Clifford Evans (en) (VF : Louis Arbessier) : professeur Zimmer
- Noel Willman (VF : Gérard Férrat) : Docteur Ravna
- Barry Warren : Carl Ravna
- Jacquie Wallis : Sabena Ravna
- Peter Madden : Bruno l'hôtelier
- Vera Cook : Anna sa femme
- Isobel Black : Tania

## Analyse
C'est historiquement le premier film de vampires de la firme anglaise à s'être détaché de la série des Dracula avec Christopher Lee, contrairement à Les Maîtresses de Dracula (1960), au titre quelque peu mensonger. Le vampire « vedette » est ici le docteur Ravna.

## Autour du film
- Le scénariste n'est autre que Anthony Hinds, John Elder n'étant que son prête-nom.

- Aucun des acteurs vedettes de la Hammer (Peter Cushing, Christopher Lee, Oliver Reed) n'est présent dans ce film. Cependant, Clifford Evans (en) a joué dans La Nuit du loup-garou et Edward de Souza dans Le Fantôme de l'Opéra.

- Même si Roman Polanski affirma s'être inspiré, pour sa parodie Le Bal des vampires (1967), de la globalité des films produits par la Hammer, il est évident que c'est celui-ci qui lui a donné le plus gros de sa structure narrative (et plus particulièrement la séquence de bal masqué).

- La séquence finale avait d'abord été écrite en conclusion de Les Maîtresses de Dracula (1960) mais, pour des raisons techniques, n'avait pu être utilisée.

- La scène finale où les vampires sont attaqués par les chauves-souris est marquée d'une touche d'érotisme un peu osée pour l'époque. Certaines filles vampires ont en effet les robes très relevées alors que les chauves-souris se jettent sur elles pour leur sucer le sang.

## Sortie vidéo (France)
Le film est sorti sur les formats DVD et Blu-ray en France Chez Elephant Films dans deux éditions le 9 novembre 2017, l'une en édition collector DVD et l'autre en combo collector DVD + Blu-ray. Le ratio écran est en 1.85:1 en 16:9 panoramique pour les deux supports. L'audio est en Français et Anglais 2.0 mono d'origine avec la présence de sous-titres français. Les jaquettes sont réversibles et un livret est contenu à l'intérieur des deux supports. En suppléments, un documentaire sur la Hammer de 10 minutes et une analyse du film par Nicolas Stanzyk de 20 minutes sont présents, une galerie de photos et des bandes annonces de l'éditeur. Les copies sont issues des sources 35 mm de la Hammer. Il s'agit d'une édition multizone pour le Blu-ray et Zone 2 Pal pour le DVD.